# De Groote Vliet
De Groote Vliet is een klein bedrijventerrein en wijk in Rosmalen, in de Nederlandse provincie Noord-Brabant. 
De wijk is gelegen in het stadsdeel De Groote Wielen en behoort tot de zuidelijke wijken van het stadsdeel. Deze wijken hebben namen die betrekking hebben op water, zo ook De Groote Vliet.
Anno 2023 was de oppervlakte van de wijk 29,4 ha en had de wijk geen inwoners. Op het bedrijventerrein bevinden zich momenteel vestigingen van Intratuin, Gamma en Basic-Fit. 
Noord-Brabant: Steden en dorpen      Nederland: Provincies · Gemeenten